# Petőfijev otok
Petőfijev otok (mađ. Petőfi sziget) je riječni otok u jugoistočnoj Mađarskoj.

## Ime
Ime je dobio po selu Sandoru Petofiju.

## Zemljopisni položaj
Trokutasta je oblika, odnosno naglavce postavljena pravokutna trokuta. Sjeverna je stranica duga 600 metara a pruža se istok - zapad, zapadna se pruža u smjeru sjever - jug i duga je 900 metara, a hipotenuza na istoku pruža se u smjeru sjeveroistok - jugozapad i duga je 1 kilometa. Okružuju je dunavski rukavci. Na južnom je kraju sutoka Šugovice i Ferencovog kanala, zapadno je Pandurski otok. Preko dunavskih rukavaca sjeverno i istočno grad je Baja, četvrti Szentjanos, uža gradska jezgra i Pisak.
Na sjeveroistoku je Petőfijevim mostom povezan s ostatkom Baje.

## Upravna organizacija
Upravno pripada gradu Baji.

## Sadržaji
Na ovom su otoku športski sadržaji: nogometno igralište, športski bazen, športsko-rekreacijski centar i šetalište.
Na sjeveru je teren za kampiranje.

## Vanjske poveznice
- Pješčana plaža na sjeveru otoka  Arhivirana inačica izvorne stranice od 10. listopada 2016. (Wayback Machine)